# Folytassa a szerelmet!
Folytassa a szerelmet!, eredeti címe Carry On Loving, 1970-ben színes bemutatott brit (angol) filmvígjáték, a házasságközvetítéssel kapcsolatos történetek paródiája, a Gerald Thomas által rendezett Folytassa… filmsorozat 20. darabja. A sorozat rendszeres sztárjai közül Sidney James, Kenneth Williams, Charles Hawtrey, Joan Sims, Hattie Jacques, Terry Scott és Bernard Bresslaw, mellettük két újonc, Richard O'Callaghan (első Folytassa-szerepében) és Imogen Hassall (egyetlen Folytassa-szerepében). A film humora az igen nyílt és erőteljes szexuális töltetű célozgatásokra, háttértörténésekre épül. A cselekmény kitalált színhelye a beszédes nevű „Much-Snogging-On-The-Green” (azaz „Sok-Smárolás-a-Füvön”) nevű város.

## Cselekmény
Sid Bliss (Sidney James) és régi barátnője, Sophie Plummett (Hattie Jacques) a „Wedded Bliss” házasságközvetítő ügynökséget vezetik, Mr. és Mrs. Bliss név alatt. Nem házasok, de ügyfélcsalogatásnak eljátsszák a szerelmes házaspárt. Sid különböző ürügyeket talál, hogy ne kelljen elvennie Sophie-t. Sutyiban Esme Crowfoot (Joan Sims) varrónő után jár, aki szintén szerepel az ügynökségnél férjet kereső facér nők adatbázisában. A cég reklámja egy csodaszámítógép, amely tudományos alapon minden ügyfélhez kiválasztja a hozzá legjobban illő partnert. A gép kamu, valójában Sophie keresi ki a kartonokat. A félszeg Bertram Muffet (Richard O’Callaghan) számára Sophie éppen Esme Crowfoot-ot választja ki és vakrandit szervez nekik, hogy Sidet bosszantsa.
A szexbolond Terence Philpotot (Terry Scott) az ügynökség elküldi a konzervatív Grubb családhoz, ahol a szigorú és konzervatív Grubb anyuka (Joan Hickson) és Grubb nagymama férjet keresnek a jelentéktelen, szürke verébnek tűnő, zsákruhás Jennynek (Imogen Hassall), akit meglátva Terence elmenekül.
Bertram és Esmé között tervezett vakrandevút Sid (Bertram nevében) lemondja, hogy Bertram helyett inkább ő maga találkozhasson Esmével a lakásán. Sophie-nak azt hazudja, szólnia kell Bertramnak személyesen, és elrohan. A féltékeny Sophie felhívja James Bedsop magándetektívet (Charles Hawtrey), hogy kövesse Sidet. Bedsop abban a bárban várja Sidet, ahová a vakrendevút tervezték.
Bertrum Muffet érkezik először, Esmét keresi. Ugyanitt Sally Martin fotomodell (Jacki Piper) egy fotósra vár egy másik ügynökségtől. Mindketten azt hiszik, az jött meg, akire vártak. Felmennek Sally lakására, a lány levetkőzik a shootinghoz, a félénk Bertram rájön a félreértésre és bocsánatot kérve elmenekül.
Sid késve érkezik a bárba, Bertramot már nem találja ott. Bedsop nyomozó Sid nyomába szegődik, de az lerázza, és Bertram helyett ő megy fel Esme lakására. Mindenféle trükkökkel el akarja csábítani a nőt, de Esme ellenáll neki, mert hűséges akar maradni vőlegényéhez, Burke-höz, a pankrátorhoz (Bernard Bresslaw). Burke váratlanul visszaérkezik amerikai turnéjáról, és dühödten keresi Esme csábítóját. Sid az ablakon át gatyában menekül.
Percival Snooper (Kenneth Williams) házassági tanácsadót munkahelyi főnöke kötelezi, hogy nősüljön meg, mert megrögzött agglegényként, személyes tapasztalatok nélkül nem tud tanácsot adni az ügyfeleknek. Bejelentkezik a Bliss házasságközvetítő ügynökséghez, hogy keressenek neki feleséget. Sid távollétében Sophie fogadja Snoopert, és meglátja a nagy lehetőséget, hogy saját magát ajánlja fel házastársként a jól szituált úriembernek.
Bertram Muffett telefonál a Bliss ügynökségre, hogy az Esmével tervezett vakrandevú nem jött össze. Sophie elküldi Bertramot Esme lakására, ahol úgy sejti, Sid éppen megcsalja őt Esmével. A gyanútlan Bertram becsönget Esméhez, Burke úgy látja, újabb csábító érkezett, és jól elkalapálja a fiút.
Sally meglátogatja Bertramot a kórházban, találkát beszélnek meg. Sally és barátnője éppen harmadik lakótársat keresnek. Jenny Grubb elköltözött otthonról, betársul harmadiknak. Fotósuk éppen nagy dudákkal rendelkező modellt keres. Rögtön leszerződteti az extra mellbőségű Jennyt. A Bliss ügynökségénél a szexbolond Terence dühösen számonkéri, hogy Sid milyen se-hús-se-hal nőt akart rávarrni, és visszaköveteli a pénzét. Belép a teljesen megváltozott Jenny, elegánsan és nőiesen, alig ismernek rá. Törölteti megbízását a házasságközvetítőnél, mert van munkája, lakása, nem akar férjhez menni. Terence belezúg az „új” Jennybe, és felajánlja az autóját. Este Jenny felviszi Terence-et a Sallyval közösen bérelt lakásba, de a jól induló szexet újra és újra megakasztja a Sallyhez érkező Bertram és a lakók jövése-menése.
Sophie meglátogatja Mr. Snoopert, felfedi előtte, hogy ő és Sid „bűnben élnek”, valójában nem házasok, és meggyőzi Snoopert, hogy ő lenne a legalkalmasabb feleségjelölt. Bejelenti Sidnek, hogy elhagyja. Snooper meghívja magához Sophie-t egy romantikus vacsorára. Snooper évtized óta hűséges házvezetőnője, Miss Dempsey (Patsy Rowlands), aki reménytelenül szerelmes munkaadójába, frusztráltan értesül, hogy a vendéghölgy Mr Snooper jövendőbelije. A színtelen és szürke házvezetőnő bosszúból kifesti magát, dögös ruhát ölt, és szexisen vonagló pincérnőként, csókokat hintve szolgálja fel a vacsorát. Sophie felháborodik, Snooper nem tudja mire vélni.
Sid nem nyugszik bele Sophie elvesztésébe. Esmét kitanítja, hogy menjen el Snooperhez, mintha hűtlenül elhagyott szerető lenne. Esme eljátssza a nagyjelenetet, a megrökönyödött Snooper lábához borul és sírva kéri, ne hagyja magára a születendő bébijüket. Sid közben névtelenül felhívja Esme vőlegényét, a pankrátor Burke-öt is, és figyelmezteti: felesége most csalja őt Snooperrel. Megadja a címet is. Burke betör Snooperhez, félrelöki Esmét és nekilát, hogy agyonverje Snoopert. A szerelmét féltő Miss Dempsey azonban anyatigrisként ráveti magát, és néhány dzsiu-dzsicu fogással ártalmatlanná teszi.
Bedsop magánnyomozó beszámol Sophie-nak Sid titkos útjairól Esme és Snooper lakása körül. Sophie jól elkalapálja Sidet, végül Sid jó útra tér, és elveszi Sophie-t. Az esküvőre hivatalos minden házaspár, akiket ők hoztak össze: Esme és Burke, Sally és Bertram, Jenny Grubb és Terence, Miss Dempsey és Mr Snooper, és más házaspárok ülik körül az ünnepi asztalt, és valamennyiükről lerí, hogy már nagyon unják a párjukat. A est (és a film) a burleszkfilmekből ismert nagy habostorta-dobálással ér véget.

## Szereposztás
| Szerep                          | Színész             | Magyar hangja (1. szinkron) | Magyar hangja (2. szinkron) | Magyar hangja (3. szinkron) |
| ------------------------------- | ------------------- | --------------------------- | --------------------------- | --------------------------- |
| Sidney Bliss                    | Sidney James        | Szatmári István             | Szabó Ottó                  | Beregi Péter                |
| Percival Snooper                | Kenneth Williams    | Tahi Tóth László            | N/A                         | Harsányi Gábor              |
| James Bedsop                    | Charles Hawtrey     | Gera Zoltán                 | N/A                         | Csuha Lajos                 |
| Esme Crowfoot                   | Joan Sims           | Hacser Józsa                | N/A                         | Simon Eszter                |
| Sophie Plummett                 | Hattie Jacques      | Tábori Nóra                 | Patkós Irma                 | Bókai Mária                 |
| Terence Philpot                 | Terry Scott         | Szersén Gyula               | N/A                         | Besenczi Árpád              |
| Bertram Muffet                  | Richard O’Callaghan | N/A                         | N/A                         | Crespo Rodrigo              |
| Gripper Burke, pankrátor        | Bernard Bresslaw    | N/A                         | N/A                         | Faragó András               |
| Sally Martin fotomodell         | Jacki Piper         | Rátonyi Hajni               | N/A                         | Mics Ildikó                 |
| Gay, Sally lakótársnője         | Janet Mahoney       | N/A                         | N/A                         | Hirling Judit               |
| Jenny Grubb                     | Imogen Hassall      | N/A                         | N/A                         | Nyírő Bea                   |
| Mrs. Grubb, Jenny anyja         | Joan Hickson        | N/A                         | N/A                         | Kassai Ilona                |
| Adrian                          | Julian Holloway     | N/A                         | N/A                         | Rosta Sándor                |
| Nő                              | Lucy Griffiths      | N/A                         | N/A                         | N/A                         |
| Miss Dempsey házvezetőnő        | Patsy Rowlands      | N/A                         | N/A                         | Orosz Anna                  |
| Mrs. Dreery, frusztrált feleség | Patricia Franklin   | N/A                         | N/A                         | Orosz Anna                  |
| Mr. Dreery, frusztrált férj     | Bill Maynard        | N/A                         | N/A                         | N/A                         |
| Edző (pankrációs)               | Tom Clegg           | N/A                         | N/A                         | N/A                         |
| „Dr. Crippen”, gyanús ügyfél    | Peter Butterworth   | N/A                         | N/A                         | N/A                         |

## Geg
- Peter Butterworth egy kis kámeaszerepben tűnik fel. A „Wedded Bliss” ügynökségen megjelenő keménykalapos fickó „Dr. Crippen”-nek mondja magát, és Sidet arra kéri, keressen neki egy harmadik feleséget. Sid kérdésére „Dr. Crippen” elmondja, hogy kétszer özvegyült meg, első felesége gombamérgezésben hunyt el, a második koponyaalapi törésben, „mert nem akarta megenni a gombát”. Sid rémülten kitessékeli, „ne hívjon bennünket, majd mi jelentkezünk.” A karakter és a név célzás az amerikai Hawley Harvey Crippenre (1862–1910), akit 1910-ben feleségének meggyilkolása miatt köröztek, Nagy-Britanniában elfogták, hazaszállították Amerikába, halálra ítélték és kivégezték. A bűnügy sokáig foglalkoztatta mind az amerikai, mind a brit közvéleményt, még Agatha Christie is értekezett róla.